# Girecourt-sur-Durbion
Girecourt-sur-Durbion är en kommun i departementet Vosges i regionen Grand Est (tidigare regionen Lorraine) i nordöstra Frankrike. Kommunen ligger i kantonen Bruyères som tillhör arrondissementet Épinal. År 2022 hade Girecourt-sur-Durbion 353 invånare.

## Befolkningsutveckling
Antalet invånare i kommunen Girecourt-sur-Durbion
| Referens: INSEE |